# Очень позднее шоу с Джеймсом Корденом
«Очень позднее шоу с Джеймсом Корденом» (англ. The Late Late Show with James Corden) — американское комедийное
ток-шоу, выходившее на канале CBS вечером с понедельника по пятницу. Съёмки шоу проходили в дневное время с понедельника по четверг в студии 56 в Лос-Анджелесе, штате Калифорния.
Ведущим ток-шоу являлся Джеймс Корден. 8 сентября 2014 года было объявлено, что он заменит Крейга Фергюсона. Первоначально премьера с Джеймсом Корденом была запланирована на 9 марта 2015 года, но позже CBS перенёс премьеру на 23 марта 2015 года, чтобы использовать баскетбольный турнир NCAA для продвижения дебюта нового ведущего. В июле 2019 года CBS объявил о продлении контракта на проведение шоу с Джеймсом Корденом до августа 2023 года.
4 апреля 2017 года была подтверждена информация о том, что три специальных выпуска «Очень позднего шоу» будут транслироваться из Центрального Вестминстерского зала Англии. Это был третий раз в истории шоу, когда оно транслировалось из другой страны. Первые два раза Крейг Фергюсон вел шоу в Париже в 2011 году и Шотландии в 2012 году.
14 марта 2020 года съёмки шоу были приостановлены из-за пандемии COVID-19. С 30 марта 2020 года съемки возобновились, а Джеймс Корден вел шоу из своего гаража, общаясь с гостями по видеосвязи Zoom. 10 августа 2020 года Корден вернулся в студию без зрителей. Однако с 14 сентября 2020 года Кордену пришлось возобновить хостинг через Zoom из своего дома, находясь на самоизоляции после контакта с заболевшим COVID-19, в то время как съемочная группа снимала в самой студии. Ток-шоу вернулось к привычным съемкам 21 сентября 2020 года после окончания самоизоляции ведущего. Но, поскольку меры против распространения коронавирусной инфекции в Лос-Анджелесе ужесточились, Корден вернулся в свой гараж 4 января 2021 года, чтобы снова общаться с гостями по видеосвязи Zoom.

## Производство
«Очень позднее шоу с Джеймсом Корденом» продюсируют студии Fulwell 73 и CBS Studios. Исполнительными продюсерами шоу являются Роб Крэбб, Бен Уинстон и Майк Гиббонс. Дебютный эпизод ток-шоу состоялся 23 марта 2015 года.
Ток-шоу использует формат интервью, в котором интервьюером выступает ведущий. Формат «Очень позднего шоу с Джеймсом Корденом» близок к формату британского ток-шоу «The Graham Norton Show». Во время шоу ведущий сидит не за письменным столом, как в традиционных ночных ток-шоу, а во вращающемся кресле слева от гостей. Приглашенные звезды выходят на сцену из задней части студии, проходя через зрительские ряды.
«Очень позднее шоу» начинается с короткого шутливого импровизированного монолога ведущего. Несмотря на то, что вступительный монолог является одним из основных элементов жанра ночного ток-шоу, Корден предположил найти ему альтернативу, так как не является стендап-комиком. Тем не менее шоу удалось сохранить традицию, хотя монолог стал значительно короче.
За музыкальную составляющую шоу отвечает группа «The Late Late Show Band» во главе с Реджи Уоттс , который также выступает в качестве диктора ток-шоу. Изначально группа была названа «Karen», со временем название было изменено. Другими участниками группы «The Late Late Show Band» являются Тим Янг, играющий на соло-гитарах, Стив Скальфатти, играющий на клавишных, Хагар Бен Ари, играющий на контрабасе и на барабанщик Гильермо Э. Браун.
Заставка шоу была снята нью-йоркской творческой студией Trollbäck + Company Архивная копия от 21 января 2021 на Wayback Machine. Музыка была создана Реджи Уоттсом и группой Late Late Show Band. Конечным результатом заставки шоу являются кадры с Джеймсом Корденом и Реджи Уоттсом, разъезжающих по Лос-Анджелесу на мотоцикле.

## Эпизоды

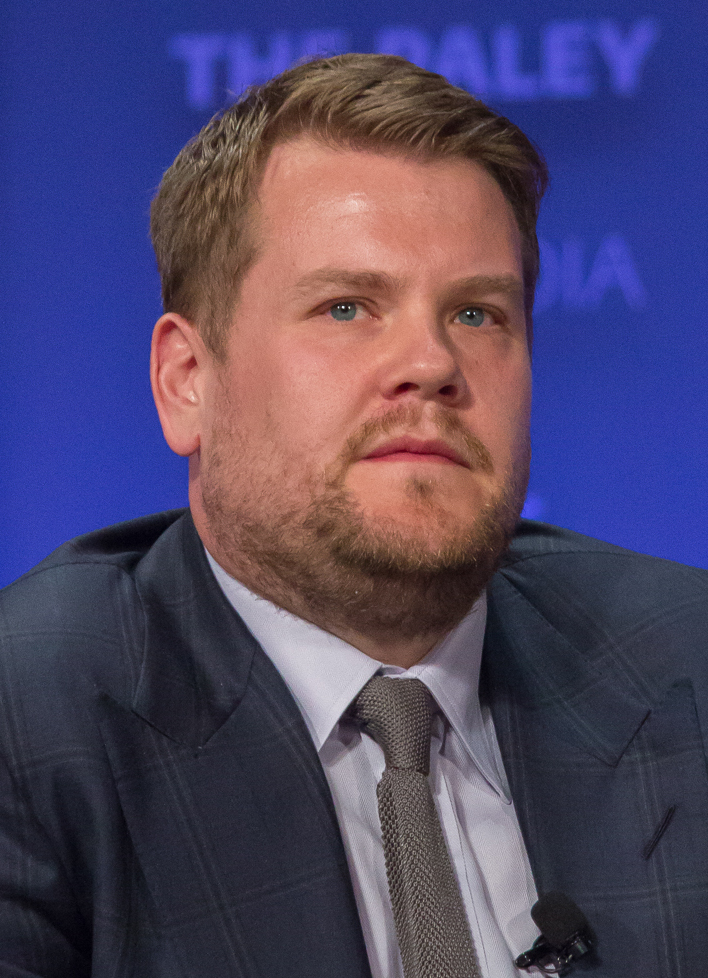
Джеймс Корден

Первыми гостями Джеймса Кордена стали Том Хэнкс и Мила Кунис 23 марта 2015 года на дебютном эпизоде. В этом выпуске Кордену удалось поговорить с Милой Кунис о её личной жизни, в разговоре актриса призналась, что они с Эштоном Катчером поженились. Первый эпизод набрал 1,66 миллионов просмотров, что стало самым высоким рейтингом понедельничных шоу.
Эпизод 20 мая 2015 года, последовавший за финалом «Late Show с Дэвидом Леттерманом», побил рекорды предыдущих рейтингов шоу с аудиторией в 4 миллиона зрителей и рейтингом 2,5. В этом эпизоде Корден и Стинг исполняли песню «Every Breath You Take».
С 15 по 17 мая 2017 года Корден каждый вечер приглашал Гарри Стайлза на шоу. Это был недельный спецвыпуск под названием «Late Late Styles». Во время специального недельного выпуска Гарри Стайлз каждый вечер исполнял песни из своих альбомов и присоединялся к Кордену в различных рубриках. Стайлз также выступил с монологом 16 мая 2017 года. 28 мая 2017 года было объявлено, что Шон Мендес присоединится к Кордену в очередном недельном специальном выпуске под названием «Late Late Shawn». Мендес каждый вечер исполнял песни из своего одноимённого альбома , а также присоединился к Кордену во Флинче, скетче, где они пытались превзойти друг друга каверами.
28 февраля 2019 года Корден объявил о возвращении Братьев Джонас, опубликовав отрывок видео из предстоящего сегмента «Carpool Karaoke», в котором братья Джонас были приглашены в качестве гостей. В честь возвращения артистов вышел недельный специальный выпуск под названием «Late Late Jonas». С 4 марта 2019 года по 7 марта 2019 года в специальном выпуске Братья Джонас присоединились к Джеймсу Кордену в многочисленных сегментах «Очень позднего шоу с Джеймсом Корденом».

## Повторяющиеся сегменты
- «Carpool Karaoke» — это сегмент, в котором Джеймс Корден вместе с гостями из музыкальной индустрии поет их песни, двигаясь по запланированному маршруту, как правило, в Лос-Анджелесе. Корден объяснил, что перед созданием этого сегмента, он вдохновился тематическим скетчем Gavin & Stacey , в котором он участвовал для Британского благотворительного телевизионного дня Red Nose Day 2011. В этом сегменте участвовали такие артисты, как Леди Гага, Бритни Спирс, Пинк, Крис Мартин, Селена Гомез, Дженнифер Хадсон, Игги Азалия, Джастин Бибер, Стив Уандер, Шон Мендес, Гвен Стефани, Джордж Клуни, Джулия Робертс, Ник Джонас, Адель, Барбара Стрейсенд, Деми Ловато, Джесси Тайлер Фергюсон, Элтон Джон, A$AP Rocky , Селин Дион, Мэрайя Кэри, Сиа, One Direction, Гарри Стайлз, Найл Хоран, Лиам Пейн, Луи Томлинсон, Зейн Малик, Кэти Перри, Бруно Марс, Эд Ширан, Майкл Бубле, Ариана Гранде, Сэм Смит, Пол Маккартни, Мадонна, Адам Левин, Кристина Агилера, Ашер, Майли Сайрус и Red Hot Chili Peppers. Видео из сегмента стали вирусными на YouTube канале Очень позднего шоу[22]. Выпуск Carpool Karaoke с участием Адель достиг 42 миллионов просмотров в течение пяти дней[23]. По состоянию на август 2020 года видео набрало более 230 миллионов просмотров[24]. Сегмент с участием на тот момент Первой леди Мишель Обама (к которой в конечном итоге присоединилась Мисси Эллиот, исполнившая песню «This is for My Girls») был выпущен 20 июля 2016 года и набрал более 55 миллионов просмотров по состоянию на май 2017 года[25]. 29 марта 2016 года канал CBS выпустил в прайм-тайм специальный выпуск с яркими и запоминающимися моментами сегмента и новый выпуск с Дженнифер Лопес[26]. Специальный выпуск получил премию «Эмми» 2016 года[27]. 29 октября 2019 года был выпущен специальный эпизод с Канье Уэстом, который был снят в самолёте, отсюда и название Airpool Karaoke[28]. В июле 2016 года было объявлено, что Apple Music будет распространять сегмент Carpool Karaoke Кордена, под названием Carpool Karaoke: The Series[29].
- «Drop the Mic» — в этом сегменте Корден и приглашенный на шоу гость обмениваются оскорблениями в рэп-битве (по сценарию). Среди гостей были Дэвид Швиммер, Ребел Уилсон, Кара Делевинь, Дэйв Франко, Кевин Харт, Энн Хэтэуэй и Риз Ахмед[30]. В августе 2016 года TBS заказала версию «Drop the Mic» у CBS. Премьера состоялась в 2017 году, продюсерами выступили Корден, Бен Уинстон и Дженсен Карп.[31]
- «The Bold and the Lyrical» — Джеймс и многочисленные знаменитости разыгрывают драматическую сцену мыльной оперы, используя тексты некоторых современных музыкальных исполнителей.[32]
- «Riff-Off»- Джеймс бросает вызов на вокальную битву знаменитому гостю. Среди гостей были Анна Кендрик, Шон Мендес, Нил Патрик Харрис, Деми Ловато, Джейми Фокс, Лиам Пейн, Люк Эванс и Ашер.[33]
- «Take a Break» — Джеймс выполняет работу в различных сферах и, таким образом, «дает работникам передышку». В этом сегменте Джеймс работал в LensCrafters и Planet Hollywood Resort & Casino, моделью в The Price Is Right, а также мэром Лос-Анджелеса.
- «Crosswalk The Musical» — Джеймс Корден и гости устраивают флешмоб, исполняя песни из мюзиклов посреди пешеходного перехода, когда останавливаются автомобили.[34][35]
- «Aftershows» — летом 2015 года CBS транслировала повторы своих драматических программ в качестве вступления к «Очень позднему шоу», в нескольких эпизодах были представлены скетчи, например « Говорящий менталист»[36].
- «Spill Your Guts or Fill Your Guts» — Джеймс Корден и гости играют в игру, отвечая на неловкие вопросы за круглым столом. Если гость или ведущий отказывается отвечать на вопрос, им приходится есть отвратительную пищу, начиная от мелких насекомых, заканчивая органами животных, а также пить различные неприятные жидкости.
- «Flinch» — Джеймс и гости участвуют в игре, где кусочки фруктов вылетают из дистанционно управляемой пушки, выполненной в виде лица Кордена, в сторону одного из гостей, стоящих за пластиковой стеной. Корден, как правило, отвлекает гостя, задавая ему вопросы, а затем неожиданно выстреливает кусочками фруктов.
- «Were You Paying Attention» — Корден задает зрителям вопросы относительно событий, которые произошли на шоу за все время, если кто-то отвечает неправильно или не отвечает вообще, его удаляют из аудитории (при этом покидающий студию поет «All By Myself»). Удаленного зрителя заменяют «резервным» из внешнего состава[37].
- «Honest Headlines» — Корден читает заголовки из новостных источников, а затем предлагает альтернативный и наиболее подходящий по его мнению заголовок для новости.
- «Emoji News» — Корден представляет зрителям набор «эмодзи» и просит угадать зрителей, что это за новость.
- «None of the Above» — Корден задает аудитории сложные вопросы и дает им варианты ответов, из которых правильным будет только последний вариант — «Ни один из вышеперечисленных».
- «Audience Q&A» — отрывок из сценария, в котором Джеймс позволяет аудитории задать ему несколько вопросов о нём. Зрители, которых играют сотрудники шоу, всегда задают ему неловкие вопросы, которые его пугают.
- «Side Effects May Include» — Джеймс делится скрытыми побочными эффектами того, что люди делают в каждодневной рутине.

## Награды и номинации
Primetime Emmy Awards 

| Год  | Категория                                        | Номинанты | Результат | Ссылка |
| ---- | ------------------------------------------------ | --- | --------- | ------ |
| 2016 | Лучшее ток-шоу (Outstanding Variety Talk Series) | Джеймс Корден, Роб Крэбб, Бен Уинстон, Майк Гиббонс, Шейла Роджерс , Майкл Каплан, Джефф Копп, Джози Клифф и Дэвид Джавербаум             | Номинация | [ 38 ] |
| 2017 | Лучшее ток-шоу (Outstanding Variety Talk Series) | Джеймс Корден, Роб Крэбб, Бен Уинстон, Майк Гиббонс, Шейла Роджерс, Майкл Каплан, Джефф Копп, Джози Клифф и Дэвид Джавербаум              | Номинация | [ 38 ] |
| 2018 | Лучшее ток-шоу (Outstanding Variety Talk Series) | Бен Уинстон, Роб Крэбб, Шейла Роджерс, Майкл Каплан, Мэтт Робертс, Джеймс Лонгман, Джози Клифф, Джефф Копп, Джеймс Корден и Дайана Миллер | Номинация | [ 39 ] |
| 2019 | Лучшее ток-шоу (Outstanding Variety Talk Series) | Бен Уинстон, Роб Крэбб, Джеймс Лонгман, Шейла Роджерс, Джози Клифф, Джефф Копп, Джеймс Корден и Дайана Миллер                             | Номинация | [ 40 ] |

Creative Arts Emmy Awards
| Категория                                                             | Номинанты | Результат | Ссылка |
| --------------------------------------------------------------------- | --- | --------- | ------ |
| Лучшее ток-шоу (Outstanding Variety Special)                          | Очень позднее Шоу Carpool Karaoke Primetime Special ; Роб Крэбб, Бен Уинстон, Майк Гиббонс, Шейла Роджерс, Майкл Каплан, Джефф Копп, Джози Клифф и Джеймс Корден | Победа    | [ 41 ] |
| Лучшая режиссура ток-шоу (Outstanding Directing for a Variety Series) | Тим Манчинелли | Номинация | [ 41 ] |
| Лучшая интерактивная программа (Outstanding Interactive Program)      | Джеймс Корден, Бен Уинстон, Роб Крэбб и Адам Абрамсон | Победа    | [ 41 ] |

| Категория                                                             | Номинанты                                                          | Результат    | Ссылка |
| --------------------------------------------------------------------- | ------------------------------------------------------------------ | ------------ | ------ |
| Лучшая режиссура ток-шоу (Outstanding Directing for a Variety Series) | Тим Манчинелли                                                     | Номинирован  | [ 41 ] |
| Лучшая интерактивная программа (Outstanding Interactive Program)      | Джеймс Корден, Бен Уинстон, Роб Крэбб, Адам Абрамсон и Тайлер Уайт | Номинированы | [ 41 ] |
| Лучшая хореография (Outstanding Choreography)                         | Хлоя Арнольд                                                       | Номинирована | [ 41 ] |

| Категория | Номинанты | Результат | Ссылка |
| --- | --- | --------- | ------ |
| Лучшая интерактивная программа (Outstanding Interactive Program)                                                                          | Джеймс Корден, Бен Уинстон, Роб Крэбб, Адам Абрамсон и Тайлер Уайт                                                                           | Назначены | [ 41 ] |
| Лучшая техническая режиссура, операторская работа и видеосъемка (Outstanding Technical Direction, Camerawork, Video Control for a Series) | Олег Секуловски, Тейлор Кампанян, Джоэл Бингер, Скотт Дэниэлс, Питер Хатчинсон, Майкл Яроцки, Адам Марголис, Марк Макинтайр и Джимми Верланд | Выиграли  | [ 41 ] |

Critics' Choice Television Awards

| Год  | Категория                       | Номинанты                             | Результат    | Ссылка |
| ---- | ------------------------------- | ------------------------------------- | ------------ | ------ |
| 2014 | Лучшее ток-шоу (Best Talk Show) | Очень позднее шоу с Джеймсом Корденом | Номинированы | [ 42 ] |
| 2015 | Лучшее ток-шоу (Best Talk Show) | Очень позднее шоу с Джеймсом Корденом | Номинированы | [ 42 ] |
| 2016 | Лучшее ток-шоу (Best Talk Show) | Очень позднее шоу с Джеймсом Корденом | Выиграли     | [ 43 ] |
| 2017 | Лучшее ток-шоу (Best Talk Show) | Очень позднее шоу с Джеймсом Корденом | Номинированы | [ 43 ] |

Writers Guild of America Awards

| Год  | Категория                                                                                 | Номинанты | Результат    | Ссылка |
| ---- | ----------------------------------------------------------------------------------------- | --- | ------------ | ------ |
| 2019 | Лучший сценарий комедийного ток-шоу (Outstanding Writing in a Comedy/Variety Talk Series) | Деми Адеджуигбе , Джеймс Корден, Роб Крэбб, Лоуренс Дай, Нейт Фернальд, Кэролайн Голдфарб, Оливия Хэрвуд, Дэвид Джавербаум, Ян Кармель , Джон Кеннеди, Кейли Лэмб, Джеймс Лонгман, Джаред Московиц, CeCe Pleasants, Тим Сиделл, Бенджамин Стаут , Луи Уэймаут и Бен Уинстон | Номинированы | [ 44 ] |

## Международное вещание
В Великобритании и Ирландии шоу выходит в эфир в 23:50 на канале Sky Comedy с задержкой на один день. Каждый новый выпуск доступен уже на следующий день после его трансляции в США. Клиенты Sky Q также могут посмотреть некоторый контент из шоу в разделе «Онлайн-видео». «Очень позднее шоу: лучшее за неделю» также показывают в пятницу вечером в 22:00 на канале Sky One.
В Канаде «Очень позднее шоу с Джеймсом Корденом» транслируется на канале CTV. Программа ранее транслировалась по сестринской сети CTV Two, но 8 февраля 2016 года перешла на основную сеть CTV.
В Австралии сериал был куплен тогда ещё австралийской партнерской сетью CBS Network Ten. Премьера состоялась 24 мая 2015 года в сети Eleven, дочерней сети CBS Network Ten (сейчас — 10 Peach).
В Азии премьера шоу состоялась 3 августа 2015 года на канале RTL CBS Entertainment . Шоу выходит в эфир по вечерам в будние дни после «Позднего шоу со Стивеном Колбертом». После продажи RTL CBS Networks канадской компании Blue Ant Media и последующего ребрендинга в Blue Ant Entertainment в январе 2018 года шоу продолжало транслироваться до истечения срока действия соглашения с дистрибьютором шоу CBS в сентябре 2020 года.
В Гонконге шоу транслировалось в 22:30 каждую пятницу на бесплатном телевизионном канале ViuTVsix 5 апреля 2019 года. Теперь шоу выходит в эфир в 21:30 каждую среду и пятницу на том же канале.